# M3 (Belarus)
Die M3 (Magistrale Nr. 3) ist eine Fernstraße in Belarus. Sie verbindet die belarussische Hauptstadt Minsk mit dem Norden des Landes. Sie führt von der belarussischen Hauptstadt aus vorbei an Lepel bis Wizebsk. Dabei erschließt sie einen landschaftlich reizvollen und daher für den Inlandstourismus bedeutsamen Bereich nahe dem Naratschsee. Die M3 ist fast in ihrem gesamten Verlauf als zweispurige Hauptstraße ausgebaut.

## Verlauf
| 0 km   | Minsk (Ringstraße)   |
| 22 km  | Astraschyzki Haradok |
| 43 km  | Lahojsk              |
| 73 km  | Pleschtschenizy      |
| 86 km  | Scherdjaschje        |
| 112 km | Bjahoml              |
| 161 km | Lepel                |
| 181 km | Kamen                |
| 198 km | Botscheikowo         |
| 219 km | Beschankowitschy     |
| 273 km | Wizebsk              |